# بارکو
بارکو (انگلیسی: Barco) یک شرکت فناوری الکترونیک در بلژیک است.
این شرکت که در سال ۱۹۳۴ تأسیس شده در زمینه ساخت ویدئو پروژکتور سینمایی و کنفرانس، نمایشگر (ال‌ئی‌دی و ال‌سی‌دی)، تجهیزات پخش تصویر سالنی و لوازم تصویربرداری پزشکی فعالیت می‌کند.
بارکو با ۳۶۰۰ کارمند در ۹۰ کشور جهان دارای نمایندگی می‌باشد و در سال ۲۰۱۷ میلادی فروش ۱٫۰۸۵ میلیارد یورویی به دست آورده‌است.